# اس‌ای‌اس شارلوت مکسیک (اس۱۰۲)
اس‌ای‌اس شارلوت مکسیک (اس۱۰۲) (به انگلیسی: SAS Charlotte Maxeke (S102)) یک زیردریایی است که طول آن ۶۲ متر (۲۰۳ فوت) می‌باشد. این زیردریایی  در سال ۲۰۰۵ ساخته شد.